# Écritures mongoles
Cette page contient des caractères spéciaux ou non latins. S’ils s’affichent mal (▯, ?, etc.), consultez la page d’aide Unicode.

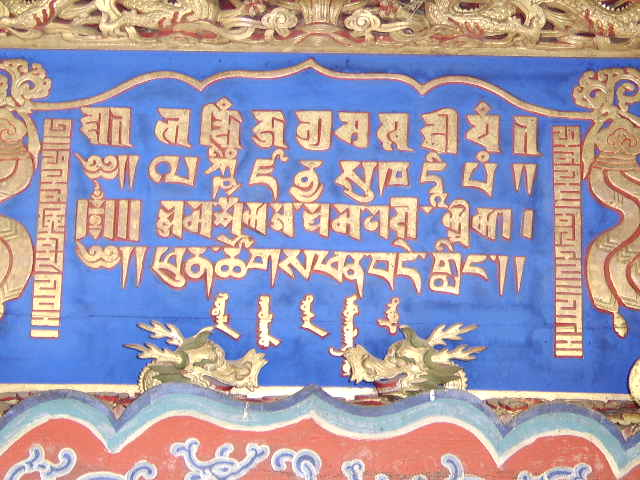
Différentes écritures mongoles sur le chapitre d'un temple.

Le terme écriture mongole peut faire référence à plusieurs types d'écriture utilisés au cours des siècles pour transcrire les langues mongoliques, dont le khalkha, dialecte principal du mongol, et langue vernaculaire de l'État mongol.
La plus ancienne écriture, utilisée par les proto-Mongols, est l'alphabet de l'Orkhon.

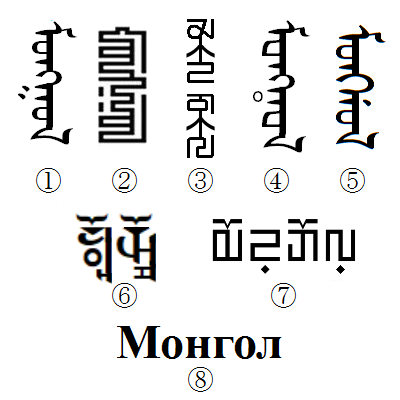
Le mot « Mongol » écrit dans différentes écritures mongoles : 1. traditionnel, 2. pliée (variante carée de mongol bichig), 3. phags-pa, 4. todo bitchig, 5. mandchou, 6. soyombo, 7. carrée horizontale, 8. cyrillique.

Actuellement coexistent plusieurs types d'écriture dans les régions de langue mongole : 
- La première écriture mongole dédiée au mongol est le mongol bitchig, apparu vers 1204, utilisé aujourd'hui principalement en Mongolie-Intérieure et plus modestement en Mongolie, inspiré par l'alphabet syriaque, et qui a repris le statut d'écriture officielle en Mongolie depuis 1990 ;
- l'écriture mongole plus récente, utilisée pour l'oïrate littéraire, dite « todo bichig » ;
- l'alphabet mongol cyrillique en usage depuis la fin des années 1930, en Mongolie et qui est une forme modifiée de l'alphabet cyrillique. Même s'il n'est plus officiel, cet alphabet reste le plus utilisé de nos jours en Mongolie.

D'autres écritures qui furent utilisées dans l'histoire des peuples mongols puis abandonnés, comme le « ’Phags pa » ou le « Soyombo »

## Histoire
L'origine de l'écriture mongole est l'alphabet sogdien issu de l'araméen. Deux hypothèses expliquent les origines de son adoption : soit un emprunt mongol aux Sogdiens au même moment que l'emprunt effectué par les Ouïghours, soit un emprunt plus tardif à la langue ouïghoure après assimilation de ce nouvel alphabet. La période de son appropriation s'effectue avant le Xe siècle.
La plus ancienne écriture, utilisée par les Proto-Mongols, est l'alphabet de l'Orkhon elle est utilisée jusqu'au XIIIe siècle, principalement pour écrire ce que l'on appelle le vieux turc.
À partir de 1204, sous l'impulsion de Gengis Khan qui unifie les clans mongols, le mongol bitchig, dérivés de l'alphabet ouïghour. Elle sera également utilisée par les peuples toungouses.
À la fin du XIIIe siècle, sous le règne de Kubilai Khan gouvernant la dynastie Yuan, l'écriture phagpa est créée, elle tombe en désuétude à la fin de l'empire mais continue à être utilisée sur les cachets des moines et de certains khans. Elle est encore utilisée sur les billets de banque de Mongolie.
À partir du XIVe siècle, l'écriture latine est utilisée sporadiquement pour le mongol. Notamment par des missionnaires ou voyageurs venus d'Europe.
À partir du XVIe siècle, les Oïrats utilisent le todo bitchig, dérivé du mongol bichig pour transcrire leur langue, elle est toujours utilisée de nos jours.
En 1686, Öndör Gegeen Zanabazar développe l'écriture soyombo, dérivée de l'écriture ranjana népalaise.
Dans les derniers siècles du IIe millénaire, l'écriture tibétaine est utilisée pour des écrits religieux.
Au XXe siècle, après que la Mongolie extérieure a pris son indépendance d'avec la Chine, puis s'est alliée à l'Union soviétique, la Mongolie adopte l'alphabet cyrillique comme écriture officielle.
Aujourd'hui les deux écritures officielles de Mongolie sont : mongol cyrillique et mongol bichig (on trouve sur les billets de banque, les chiffres mongols et arabes d'Europe, et les écritures bichig, cyrillique et phags-pa), tandis que les deux écritures de la région autonome de Mongolie intérieure sont le mongol traditionnel et le chinois (on retrouve sur les billets de banque, chinois, tibétain, mongol, ouïghour et alphabet latin).

## Chronologie des systèmes d'écriture

### Mongol bitchig

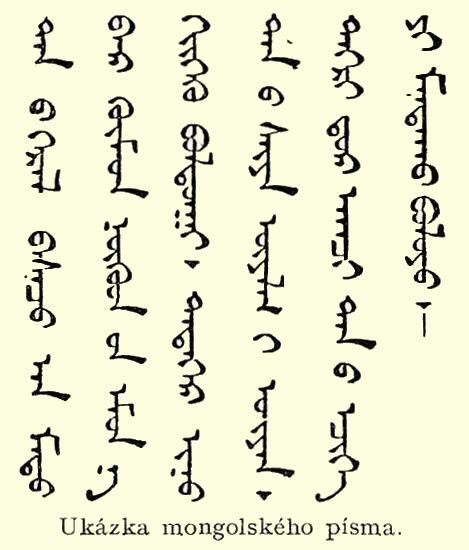
Mongol bitchig

Le « Mongol bichig » (en mongol : ᠮᠣᠩᠭᠣᠯ
ᠪᠢᠴᠢᠭ, en Mongol cyrillique : Монгол бичиг ; en Mongol en latin : Mongol bitchig) est l'écriture mongole traditionnelle. Vers 1204, Gengis Khan bat les Naimans et capture Tata Tonga (chinois : 塔塔統阿 ; pinyin : tǎtǎtǒng'ā), un scribe ouïghour, qui adapte l'abjad ouïghour, un descendant de l'alphabet syriaque via l'alphabet sogdien. Elle est également nommée en oïrat, « Hudum bitchig », hudum signifiant traditionnel par opposition à « todo bitchig », todo signifiant exact.
La caractéristique principale de cette écriture est sa direction verticale ; il s'agit d'ailleurs de la seule écriture verticale à être écrite de gauche à droite. L'alphabet comporte 35 lettres, 8 voyelles et 27 consonnes. Tout comme l'alphabet syriaque, les lettres de l'alphabet mongol possèdent au plus trois formes suivant leur position dans un mot :
- initiale ou isolée, en début de mot ou citée individuellement ;
- médiane, à l'intérieur d'un mot ;
- finale, en fin de mot.

Mis à part quelques modifications mineures, de nos jours, elle est surtout utilisée en Mongolie-Intérieure, où elle est utilisée par 6 millions de personnes, et elle est depuis 1991 une écriture officielle en Mongolie, où elle est encore utilisée par 3 millions de personnes.
Cette écriture fut officiellement remplacée en 1941 par un dérivé de l'alphabet cyrillique en Mongolie, cette nouvelle écriture mit une dizaine d'années avant de s'imposer. En 1990, la graphie ancienne fit l'objet d'incitations du gouvernement pour en faire la graphie officielle. Son enseignement est depuis rendu, et reste obligatoire dans les écoles, mais la tentative ne fut pas suivie d'effets. Aujourd'hui le cyrillique est la graphie majoritairement utilisée, bien que certaines enseignes utilisent l'ancienne écriture à des fins artistiques ou publicitaires. En Chine, la langue evenki utilise également cette écriture.
- Note : pour un affichage correct du mongol dans Firefox, allez à l'URL about:config, modifier la valeur gfx.font_rendering.harfbuzz.scripts de -1 à 87.

### Phags pa

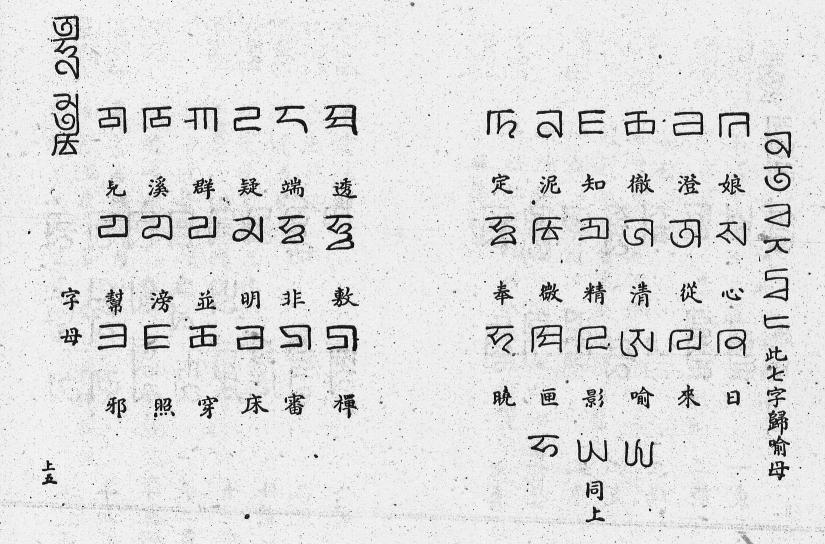
Écriture 'phags pa et traduction en hanzi

Sous la dynastie Yuan, Kubilai Khan demanda à un moine tibétain, Drogön Chögyal Phagpa, de créer un nouvel alphabet pour tout l'empire. Il étendit l'alphasyllabaire tibétain afin de prendre en compte le mongol et le chinois.
L'écriture résultante fut principalement utilisée pour les documents officiels et en particulier ceux imprimés. Elle était sur les billets de banque par exemple, et tomba en désuétude à la fin de la dynastie Yuan en 1368.
L'alphasyllabaire coréen hangeul est dérivé de cette écriture.

### Écriture Han'er

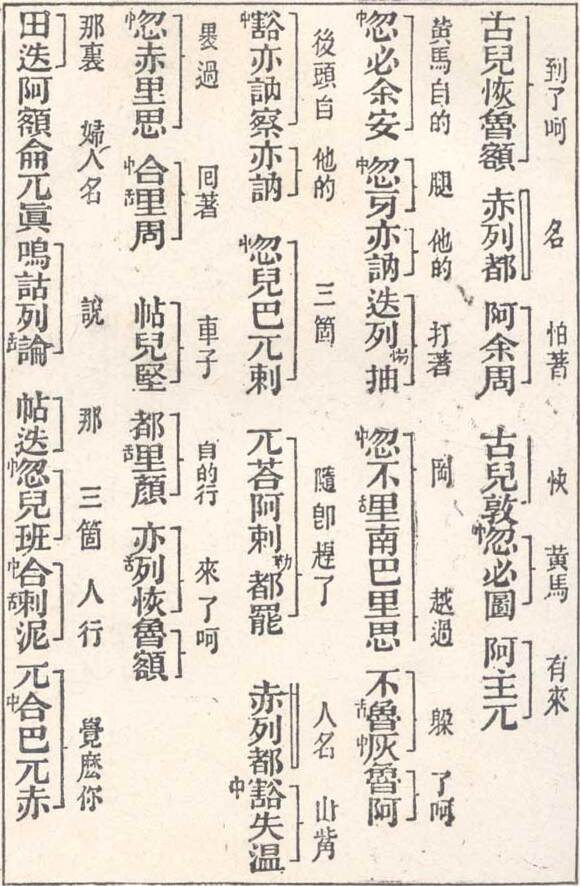
Han'er et transcription chinoise

La langue han'er est une langue chinoise utilisée pour les langues mongoles. Une retranscription en caractères chinois de cette langue a permis d'écrire du mongol en caractères chinois (ou sinogrammes). Elle est également utilisée pour des langues chinoises influencées par les langues mongoles.

### Todo bitchig

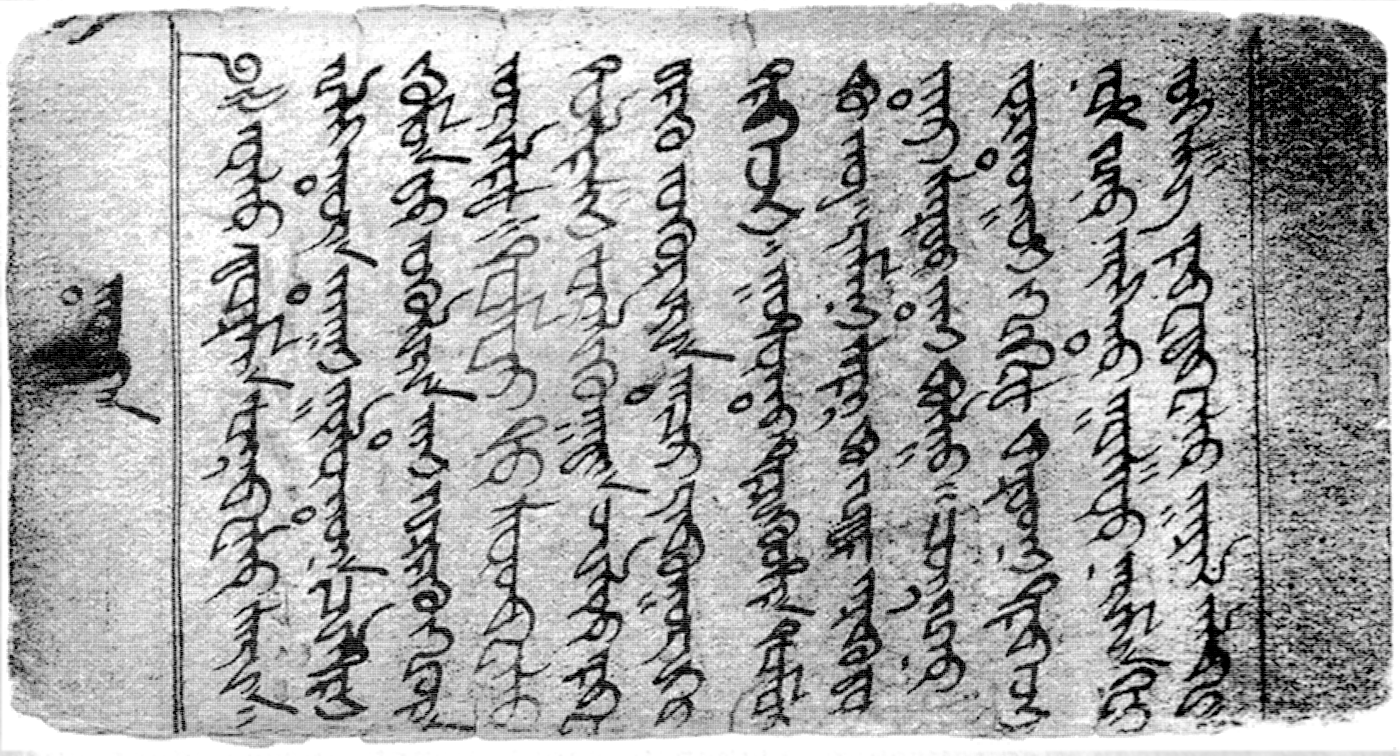
Manuscrit Oïrat du XIX en écriture claire

L'écriture claire, également appelée écriture claire Oïrate, Todo bitchig (Тодо бичиг, todo bitchig) ou plus simplement Todo, est une écriture créée par le moine bouddhiste Oïrat Dalaï Zaya Pandita Oktorguin pour l'Oïrate littéraire. Elle est basée sur l'écriture mongole traditionnelle Hudum, avec l'objectif de distinguer tous les sons de la langue orale et de rendre plus facile la transcription du tibétain et du sanskrit.

### Soyombo

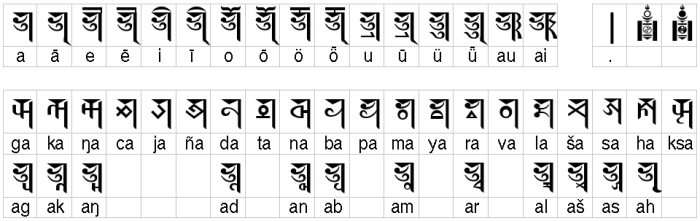
Ensemble des caractères de l'alphasyllabaire Soyombo

L'écriture soyombo (en mongol cyrillique : Соёмбо бичиг ; mongol en latin : soyombo bichig) est un alphasyllabaire développé par Öndör Gegeen Zanabazar (alors Jebtsundamba Khutuktu, chef spirituel du bouddhisme tantrique des Khalkhas en Mongolie-Extérieure) en 1686 pour écrire le mongol, dérivé de l'écriture ranjana népalaise. Il peut aussi être utilisé pour écrire le tibétain et le sanskrit.

### Écriture tibétaine
Dans les derniers siècles du IIe millénaire, l'écriture tibétaine a été utilisée, au monastère Gandan, à Oulan-Bator pour écrire des textes en langue mongole. L'alphabet n'a pas été modifié, les phonèmes de cet alphabet ont été utilisés tels qu'ils sont pour retranscrire la phonétique et grammaire mongole. Il reste aujourd'hui plusieurs dictionnaires tibétain-mongol de termes religieux écrits dans cette utilisation de l'écriture mongole.

### Écriture Vagindrag
L'écriture Vagrindrag (mn) (mongol : ᠸᠠᠭᠢᠨᠳᠠᠷ᠎ᠠ ᠶᠢᠨ
ᠦᠰᠦᠭ, VPMC : Vagindar_a-yin üsüg, cyrillique : агиндрагийн үсэг, MNS : Vagindragiin ücer) est créé en 1905 par le lama bouriate Agvan Dorj (Агваандорж) ou Agvaan Dorjiev (Агваан Доржиев).

### Écriture latine
Utilisée pendant quelque temps au début du XXe siècle en Mongolie-Extérieure, elle a vite été abandonnée au profit du cyrillique. Elle est toujours utilisée dans les manuels et cours de mongol, comme translittération pour l'apprentissage dans les pays utilisant une écriture latine, lorsque l'alphabet cyrillique n'y est pas préféré, ainsi qu'en Chine.
On trouve également parfois des textes mongols écrits en écriture latine dans des forums de discussion, lorsque les locuteurs du mongol n'ont pas de clavier cyrillique à leur disposition (typiquement en voyage).

### Cyrillique

Le mot « Mongolie » en écriture cyrillique

L'alphabet mongol le plus récent est une forme légèrement modifiée de l'alphabet cyrillique. Il est appelé en mongol kiril tsagaan tolgoin (кирил цагаан толгойн, « tête blanche cyrillique »). Il est seulement utilisé en Mongolie et dans certaines villes frontalières de Mongolie-Intérieure.
L'alphabet est phonémique : il possède un haut niveau de cohérence dans la représentation des sons individuels. Il fut introduit dès 1937 à la suite de la Révolution mongole de 1921, communiste et sous l'influence de Union soviétique alliée, et fut en usage officiel de 1941 à 1990. Il reste l'alphabet le plus utilisé de nos jours en Mongolie, même après la chute du régime marxiste. Selon le linguiste Jacques Leclerc, l'alphabet cyrillique risque même de supplanter définitivement l'écriture traditionnelle.
Il existe différentes normes de translittération du mongol cyrillique en caractères latins. La norme ISO 9:1995(E) est une norme générique pour le cyrillique, indépendante de la langue. Le gouvernement de Mongolie a établi en 2012 la norme MNS 5217:2012, qui reprend en partie ISO 9, mais en diffère sur certaines consonnes et est utilisée officiellement,.
| Cyrillique | API      |  | Cyrillique | API   |  | Cyrillique | API     |  | Cyrillique | API |
| ---------- | -------- |  | ---------- | ----- |  | ---------- | ------- |  | ---------- | --- |
| А а        | a        |  | И и        | i     |  | П п        | pʰ, pʰʲ |  | Ч ч        | t͡ʃʰ |
| Б б        | p, pʲ    |  | Й й        | j     |  | Р р        | r,rʲ    |  | Ш ш        | ʃ   |
| В в        | w, wʲ    |  | К к        | k, kʲ |  | С с        | s       |  | Щ щ        | st͡ʃ |
| Г г        | ɡ, ɡʲ, ɢ |  | Л л        | ɮ, ɮʲ |  | Т т        | tʰ, tʰʲ |  | Ы ы        | i   |
| Д д        | t, tʲ    |  | М м        | m, mʲ |  | У у        | ʊ       |  | Ь ь        | ʲ   |
| Е е        | je       |  | Н н        | n, nʲ |  | Ү ү        | y       |  | Э э        | e   |
| Ё ё        | jɔ       |  | О о        | ɔ     |  | Ф ф        | f       |  | Ю ю        | jʊ  |
| Ж ж        | t͡ʃ       |  | Ө ө        | œ     |  | Х х        | x, xʲ   |  | Я я        | ja  |
| З з        | t͡s       |  |            |       |  | Ц ц        | t͡sʰ     |  |            |     |

Ү et Ө sont parfois écrits V et Є, principalement sur des claviers et des logiciels russes qui ne les possèdent pas.